# シャナ・マリー・マクラフリン
シャナ・マリー・マクラフリン（Shanna Marie McLaughlin、1985年5月10日 - ）は、アメリカ合衆国のアダルトモデル（ヌードモデル）兼女優。名前について「シャンナ・マリー・マクラフリン」「シャンナ・マリー・マクラフラン」など表記の揺れが存在する。
高身長でグラマーな金髪美女で、ナチュラルな巨乳と美脚を持つ。2010年7月のプレイメイトに選ばれたことで知られる。2020年現在ニューヨーク市在住。

## 経歴・人物
1985年5月10日、生まれる。
2000年、テレビドラマ『ドーソンズ・クリーク』に出演し演技のキャリアを開始。その他声優としても活動。
2009年、雑誌aXisに登場した。
2010年、Playboy Shootout（Playboy TV, 2010年4月3日 - 6月5日放送）に出演。これは写真家と女性モデルが一組となり、制限時間内に写真を撮影して審査員の判断を仰ぐというもの。一回の放送ごとに少なくとも一組が脱落。シャナは10回のOAを勝ち抜き、Playboyに掲載される権利を得る。7月、Playboyに登場。8月、aXisに登場。撮影は母校であるセントラルフロリダ大学のロッカールームで行われた。同校のアメフト・コーチであるジョージ・オリアリーに許可をもらったが、大学として正式に許可を与えたわけではない。地元紙の報道によると、競技部門の副ディレクターであるJoe Hornsteinは「適切な許可を得ていない従業員（=オリアリー）が、我々のサッカーのロッカールームへの立ち入りを許可した」とUCFファンに謝罪した。
2011年4月、ペイントネイル社（The Painted Nail）の製品発売を祝うパーティーに出席。5月6日、ラスベガスで2011 Playmate of the Yearの表彰イベントに出演。6月、フロリダ州Nikki Beachで、写真家のセミナーにモデルとして参加。6月28日、プレイボーイラジオに出演。9月、プレイメイトの年間カレンダーに登場。また、この年、東日本大震災の義援金を集めるためPlayboy Playmate Dancersのメンバーらと共にファッションショーに出演。
2012年、ビールメーカーMiller Liteの宣伝イベントMiller Lite 2012 Bike Weekに出演。3月、カリフォルニア州で開催されたPlayboy Golf Finalsに出場。5月25日、サンケイスポーツにヌード写真付きの紹介記事が掲載される。
2014年3月、オーランドでTiki Bashのツアーの司会を務める。
2015年、Glam Jam Magazineの表紙を飾る。10月、テキサス州でStoli Vodkaの宣伝イベントに出演。
2021年、『週刊大衆』とコンマビジョンの合同企画として同誌5月10・17日号（64巻17号）にヌードのグラビアが掲載された。

### その他
Neferteri Shepherd、 オオシマ・ヒロミらとともにPlayboy Playmate Dancersというユニットを組んでいたことがある。オオシマの証言によると2014年6月16日の時点で活動歴4年ほど。また、2016年11月18日の時点で少なくとも活動はしている。

## 私生活とゴシップ
- セントラルフロリダ大学（University of Central Florida, UCF）卒業。アダルトモデルになる前はフロリダ州のイベント企画会社のロサンゼルス支部に勤務、顧客担当（account manager）の業務に従事[2]。大学卒業後にMBAの学位を取得[19]。
- 2006年8月9日、高等裁判所判事候補のJerald S. Beerの政治活動をサポート[20]。
- 2011年6月14日、クリスタル・ハリスはヒュー・ヘフナーとの婚約を破棄[21]するが、この件に関してシャナはヘフナーを擁護するコメントをメディアに寄せる[22]。
- 2011年10月26日にオーランド国際空港で｢法律で禁止されている場所に銃器を持ち込んだ｣容疑で逮捕される。銃は当時のボーイフレンドの所有物であり、シャナは銃があることを知らなかった[23]。
- 2015年10月10日、ロードアイランド州ニューポートにて結婚。新郎はShaun Cain[24]。
- ドナルド・トランプ一族とも親交があり、2017年2月2日の報道によるとトランプ・ファミリーの一員のように扱われている。この報道では結婚後の名である Shanna Cain と伝えられる[25]。ララ・トランプ(laraleatrump)のインスタにも登場している[26]
- UCF卒業生としても知られる写真家のMikeAnthony Moffaと知り合いである。彼の公式サイトによると、一緒に仕事をしたこともある[27]。
- 好きなものはフットボールに釣り、ダーツ。嫌いなものは怠け者や否定的な態度をとる人々。好みのタイプは、深いまなざし（視線）を持っていて幅広い話題の会話ができ、鍛えられたたくましい体の男性[28]。好きなドラマはSex and the City、好きな映画はトランスフォーマー[29]。

## 出版
| 年   | タイトル                            | 出版者                  | 出版地                |
| ---- | ----------------------------------- | ----------------------- | --------------------- |
| 2009 | aXis March 2009                     | aXis Magazine           | Orlando,FL USA        |
| 2010 | Playboy July 2010                   | Playboy Enterprises     | Chicago, Illinois USA |
| 2010 | aXis August 2010                    | aXis Magazine           | Orlando,FL USA        |
| 2011 | 2012 PLAYBOY Playmates Calendar     | Playboy Enterprises Inc | Chicago, Illinois USA |
| 2011 | Playboy Swimsuit 2012 Calendar      | Lang Holdings Inc.      | Ankeny, IA USA        |
| 2015 | Glam Jam Magazine: March 2015       | Glam Jam                | Quebec                |
| 2021 | 週刊大衆 2021年5月10・17日号 64(17) | 双葉社(ASIN:B08P5BBLBK) | Tokyo                 |

## フィルモグラフィ
| 年   | 月 | 日 | タイトル                  | 役            | 備考                  |
| ---- | -- | -- | ------------------------- | ------------- | --------------------- |
| 2011 | 6  | 21 | Subprime                  | Marie         | Shanna Mclaughlin名義 |
| 2014 | 1  | 10 | Dumbbells                 | Tiffany       | Shanna Mclaughlin名義 |
| 2014 | 8  | 1  | Sanctuary                 | Heather       | Shanna Mclaughlin名義 |
| 2014 | 10 | 13 | The Summoning             | Casey         | Shanna Mclaughlin名義 |
| 2007 |    |    | Joe and Petunia           |               |                       |
| 2008 |    |    | Wallis                    |               | 声の出演              |
| 2008 |    |    | The Code Marine           |               |                       |
| 2009 |    |    | Cold Winter               |               |                       |
| 2009 |    |    | Johnston in Paris         |               |                       |
| 2010 |    |    | Finder                    |               |                       |
| 2011 |    |    | Hill Street Blues         | Gina Srignoli |                       |
| 2013 |    |    | Shiftlight                |               |                       |
| 2015 |    |    | Adventure Time: The Movie |               | 声の出演              |
| 2015 |    |    | Milly, Molly The Movie    |               |                       |
| 2017 |    |    | Dream Bunny               |               |                       |
| 2018 |    |    | The Chocolate Cracker     |               |                       |
| 2018 |    |    | Clarence's Big Break      |               |                       |
| 2019 |    |    | Re-Knight vs. Treelock    |               |                       |

| 年   | 月 | 日 | タイトル             | 役 | 備考               |
| ---- | -- | -- | -------------------- | -- | ------------------ |
| 2000 |    |    | ドーソンズ・クリーク |    | 女優のキャリア開始 |
| 2000 |    |    | ギルモア・ガールズ   |    |                    |
| 2000 |    |    | Jake 2.0             |    |                    |

| 年   | 月 | 日 | タイトル                                                          | 原題                                                 | 発売元         | 備考                               |
| ---- | -- | -- | ----------------------------------------------------------------- | ---------------------------------------------------- | -------------- | ---------------------------------- |
| 2011 | 5  |    | 2011 プレイメイト・ビデオ・カタログ                               | 2010 Playmate Review                                 | コンマビジョン | シャナ・マリー・マクラフリン名義   |
| 2012 | 7  |    | プレイメイト・プロファイル/ヴィーナス                             | Playmates! Jessa Hinton, Iryna Ivanova, Tiffany Toth | コンマビジョン | シャナ・マクラフリン名義           |
| 2013 | 10 |    | Playboy のネイキッドガールズ 2 / 裸のワイルドライフ in パタゴニア | Playboy Trip Patagonia 111, 116                      | コンマビジョン | シャンナ・マリー・マクラフリン名義 |
| 2014 | 12 |    | Playboyのドリームチャレンジ 2 / センターフォールドへの道          | PLAYBOY SHOOTOUT episode 101,102                     | コンマビジョン | シャンナ・マリー名義               |
| 2016 | 8  |    | プレイメイト！ / ルージュ                                         | Playmates！ 155,156,157                              | コンマビジョン | シャナ・マリー・マクラフラン名義   |
| 2018 | 8  |    | プレイメイト・アンソロジー vol.2 / エキゾチック・ボディ・ライン   | Playmate Anthology 105,106                           | コンマビジョン | シャナ・マクラフリン名義           |